# Pomacentrus sulfureus
Pomacentrus sulfureus là một loài cá biển thuộc chi Pomacentrus trong họ Cá thia. Loài này được mô tả lần đầu tiên vào năm 1871.

## Từ nguyên
Từ định danh trong tiếng Latinh mang nghĩa là "có màu lưu huỳnh", hàm ý đề cập đến màu vàng tươi của loài cá này.

## Phạm vi phân bố và môi trường sống
Từ Biển Đỏ, P. sulfureus được ghi nhận dọc theo vùng bờ biển Đông Phi, bao gồm các đảo quốc ngoài khơi là Madagascar, Mauritius, Comoros và Seychelles. P. sulfureus sống gần các rạn san hô và mỏm đá ngầm ở độ sâu đến 5 m.

## Mô tả
Chiều dài lớn nhất được ghi nhận ở P. sulfureus là 11 cm. Cơ thể có màu vàng tươi với một đốm đen lớn nổi bật ở gốc vây ngực. Phía sau vây lưng của cá con có một đốm đen rất lớn, được viền màu xanh lam óng.
Số gai ở vây lưng: 14; Số tia vây ở vây lưng: 13–15; Số gai ở vây hậu môn: 2; Số tia vây ở vây hậu môn: 14–15; Số gai ở vây bụng: 1; Số tia vây ở vây bụng: 5.

## Sinh thái học
Thức ăn của P. sulfureus bao gồm tảo và các loài động vật phù du. Cá đực có tập tính bảo vệ và chăm sóc trứng.